# Jaak Lipso
Jaak Lipso (Tallinn, 18 aprile 1940 – 3 marzo 2023) è stato un cestista sovietico.

## Carriera
Con l'Unione Sovietica ha disputato due edizioni dei Giochi olimpici (Tokyo 1964, Città del Messico 1968), due dei Campionati mondiali (1967, 1970) e tre dei Campionati europei (1963, 1965, 1967).

## Palmarès
- Campionato sovietico: 5

CSKA Mosca: 1961-62, 1963-64, 1964-65, 1965-66, 1968-69
- Coppa dei Campioni: 2

CSKA Mosca: 1962-63, 1968-69